# Fun'ya no Asayasu
Fun'ya no Asayasu est un nom japonais traditionnel ; le nom de famille (ou le nom d'école), Fun'ya no, précède donc le prénom (ou le nom d'artiste).
Fun'ya no Asayasu (文屋朝康) est un poète japonais du milieu de l'époque de Heian dont le père, Fun'ya no Yasuhide est aussi poète.
On connaît peu les détails de sa vie. En 892, il est nommé officiel de catégorie inférieure dans la province de Suruga. Il participe à quelques utaawase (concours de waka) et fréquente différents cercles littéraires. 
Un de ses poèmes waka est inclus dans l'anthologie impériale Kokin Wakashū et deux autres le sont dans le Gosen Wakashū. Lui-même fait également partie de la liste des Ogura Hyakunin Isshu.

## Source
- Peter McMillan (2008) One hundred poets, one poem each: a translation of the Ogura Hyakunin Isshu. New York: Columbia University Press.  (ISBN 978-0-231-14398-1)